# Damaris
Damaris Mallma Porras  (родилась 26 января 1986 в Уанкайо) — перуанская певица. Она является представителем современной музыки Анд, которая состоит из смеси традиционных индейских языка кечуа и современной поп-музыки.

## Биография
Дамарис родилась 26 января 1986 года в городе Уанкайо (Перу). Она является дочерью певицы Виктории де Аякучо, более известной как Saywa. Она начала свою музыкальную карьеру в 1993 году в возрасте 7 лет в музыкальной группе «Yawar». Выступая вместе с группой она изучала пение, музыку, театр и танец народов Перу. Её дебют в качестве певицы произошёл в 1994 году в театре Сегура в Лиме. Дамарис в этом же году выступала в амфитеатре Мирафлорес и университете Сан-Маркос.
Дамарис также принимала участие в перуанских группах, таких как Yawar, Saywa, Tupay и в Молодёжном хоре Анд, состоящем из 20 музыкантов из 5 стран, расположенных в регионе Анд.
В 2008 году она выиграла фестиваль народной песни в Винья-дель-Мар.
Дамарис принимала участие в концерте посвященном 187-й годовщине независимости США в Белом доме в Вашингтоне.
В 2008 году её альбом Миль Каминос (Mil Caminos) был номинирован на Latin Grammy Awards в категории «Лучший фольклорный» альбом.

## Дискография
- Dame una señal (2003)
- Mil Caminos (2007)